# ロシアンドレッシング
ロシアンドレッシング（Russian dressing）は、およそ1910年代にアメリカ合衆国ニューハンプシャー州ナシュアでジェームズ・E・コルバーン（James E. Colburn）によって考案されたサラダドレッシング。コルバーンは考案当初「ロシアンマヨネーズ」の名で販売し、そのラベルは収集家が保有している。
通常辛味があり、マヨネーズとケチャップを混ぜてドレッシングのベースとし、ホースラディッシュ、チェリーペッパー、チャイブ、香辛料のような具材を追加することが多い。
「ロシアン」という名前であるが、ロシア料理とまったく関係ない（そもそもベースとなるトマトケチャップ自体がアメリカ発祥で、ロシアとは縁がない）。